# جولیا اسوین گوردون
جولیا اسوین گوردون (انگلیسی: Julia Swayne Gordon; ۲۹ اکتبر ۱۸۷۸ – ۲۸ مهٔ ۱۹۳۳) هنرپیشه، و بازیگر تئاتر اهل ایالات متحده آمریکا بود.

## فیلم‌شناسی
- بال‌ها
- بانوی الهی
- قانون عمومی
- وایکینگ
- این
- رؤیای شب نیمه تابستان
- داستان دو شهر
- کودکی برای فروش